# Demétrio I de Báctria
Demétrio I de Báctria (em grego:  Δημήτριος Α΄) foi um rei greco-bactriano (reinou entre 200-180 aC) de Gandhara. Ele era o filho de Eutidemo I e sucedeu-o em torno de 200 aC, após que conquistar áreas extensas no que é agora o Afeganistão e o Paquistão, criando assim um reino indo-grego longe da Grécia Helênica. Ele nunca foi derrotado em batalha e foi qualificado postumamente como o Invencível (Aniketos) nas moedas feitas por seu sucessor, Agátocles de Báctria.